# Peter Knäbel
Peter Knäbel (Witten, 2 ottobre 1966) è un dirigente sportivo, allenatore di calcio ed ex calciatore tedesco, di ruolo centrocampista.

## Carriera
Il 23 marzo 2015 viene chiamato alla guida dell'Amburgo venendo esonerato il 14 aprile successivo sostituito da Bruno Labbadia.

## Palmarès

### Giocatore

#### Competizioni nazionali
- Fußball-Regionalliga: 1

Norimberga: 1996-1997